# حيد الوبيد (القبيطة)

تعديل مصدري - تعديل

حيد الوبيد هي إحدى قرى عزلة كرش بمديرية القبيطة التابعة لمحافظة لحج، بلغ تعداد سكانها 41 نسمة حسب تعداد اليمن لعام 2004.